# Eugeraeus
Eugeraeus är ett släkte av skalbaggar. Eugeraeus ingår i familjen vivlar.
Kladogram enligt Catalogue of Life:
| Eugeraeus | \| \| Eugeraeus discifer \| \| \| \| \| \| Eugeraeus unifasciatus \| \| \| \| |
|           | \| \| Eugeraeus discifer \| \| \| \| \| \| Eugeraeus unifasciatus \| \| \| \| |
|           | Eugeraeus discifer                                                            |
|           |                                                                               |
|           | Eugeraeus unifasciatus                                                        |
|           |                                                                               |